# Guêpe (comics)
Pour les articles homonymes, voir La Guêpe et Guêpe (homonymie).
Janet Van Dyne, alias la Guêpe (The « Wasp » en VO) est une super-héroïne évoluant dans l'univers Marvel de la maison d'édition Marvel Comics. Créé par le scénariste Stan Lee et le dessinateur Jack Kirby, le personnage de fiction apparaît pour la première fois dans le comic book Tales to Astonish #44 en juin 1963.
La Guêpe fait partie des membres fondateurs de l'équipe des Vengeurs ; c'est d'ailleurs elle qui a trouvé le nom de l'équipe.

## Biographie du personnage

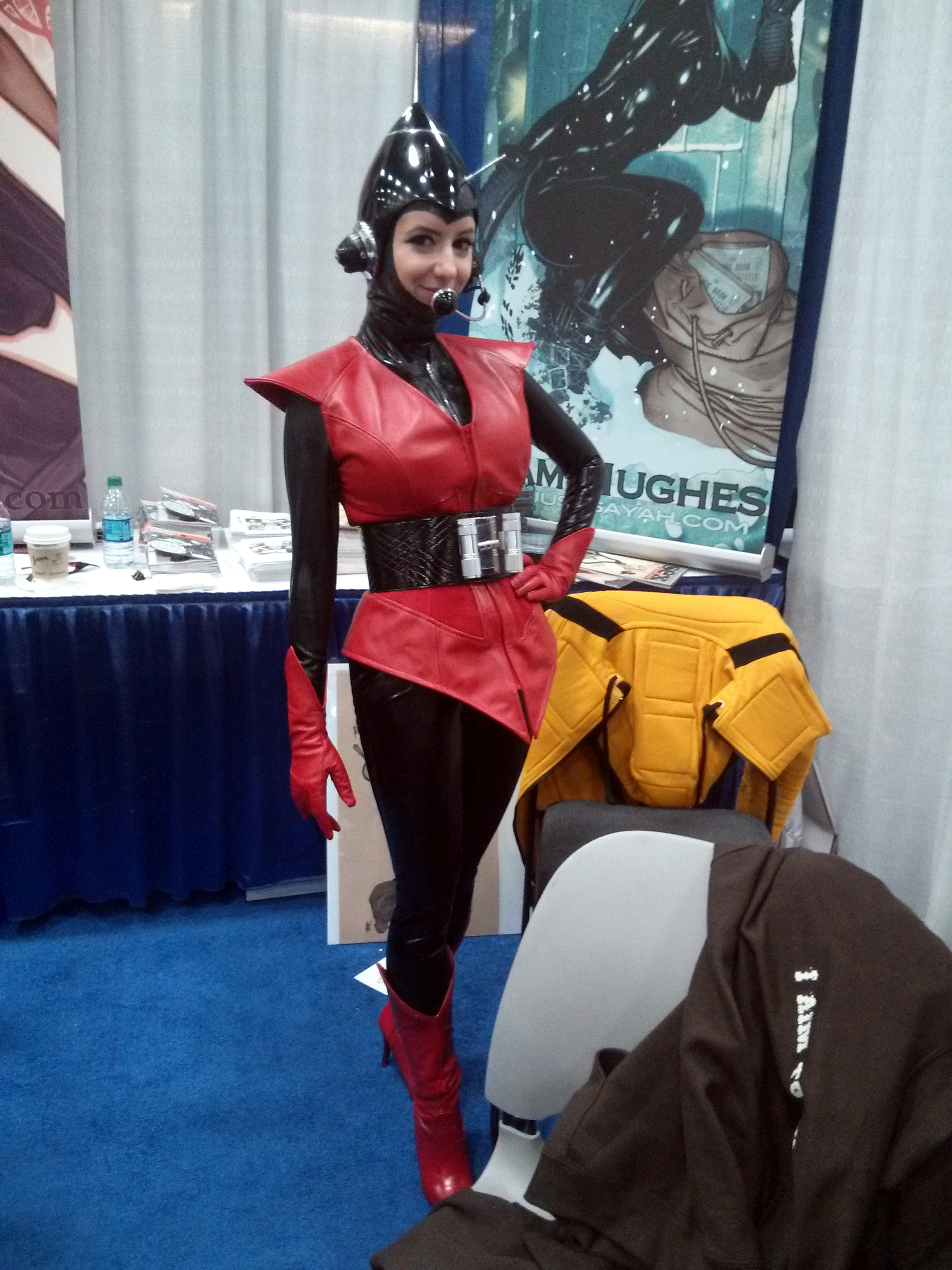
Riki "Riddle" LeCotey portant un cosplay de la Guêpe à la Convention SDCC en 2013.

### Origines
Janet Van Dyne est la fille du professeur Van Dyne, un scientifique venu rendre visite au docteur Hank Pym ; ce dernier tombe amoureux de la jeune femme, celle-ci lui rappelant sa défunte femme assassinée par les services secrets soviétiques. Plus tard dans la journée, Van Dyne tente d'utiliser un faisceau de rayons gamma de son invention et transporte par inadvertance une créature de la planète Kosmos ; celle-ci utilise ses pouvoirs pour tuer le Dr Van Dyne puis s'enfuit. Janet tombe sur le corps de son père. Paniquée, elle appelle Henry Pym.
Janet arrive au laboratoire du Dr Pym, où Henry lui révèle son identité d'Ant-Man, et lui demande de devenir son acolyte, se résolvant à lui donner des super-pouvoirs. Janet prend ensuite comme nom de code celui de la Guêpe.
Janet se voit implanter des ailes de guêpe et une antenne, qu'elle peut utiliser lorsqu'elle est rétrécie par le gaz (les « particules Pym ») d'Ant-Man. Ses aventures se déroulent dans Tales to Astonish.
Giant-Man (Pym) et elle participent à la création du groupe de super-héros les Vengeurs (« Avengers » en VO) en tant que membres fondateurs. C'est Janet qui est d'ailleurs à l'origine du nom de l'équipe. Mais les aventures du couple (dans la série Avengers) restent narrées en parallèle dans Tales of Astonish jusqu'au numéro #69 d'avril 1965, lorsque les deux décident de se retirer de la vie de super-héros.

### Parcours
La relation de Janet Van Dyne avec Hank Pym connaîtra de multiples remous. Elle épouse finalement Pym, mais leur relation s’avère une expérience tragique car Janet devient victime de violences domestiques de la part de Pym.
Ayant transformé en arme la douleur de son divorce d'avec Pym, Janet est devenue l'un des leaders des Vengeurs les plus éminents, efficaces et empathiques,.
Sous son identité de playboy, Tony Stark l'aborda facilement, car ils fréquentaient les mêmes lieux huppés. En quelques semaines, ils entamèrent une relation intense, sans que la Guêpe ne sache que Stark était en réalité son allié de longue date, Iron Man. La manipulation de Stark poussa Captain America et Thor à le dénoncer. Apprenant la vérité, Janet, déçue, décida de mettre fin à leur histoire d'amour naissante.
Janet est devenue la leader des Vengeurs, poste qu'elle a occupé jusqu'au siège du manoir des Vengeurs par les Maîtres du mal, à l'exception d'une brève période où elle a transmis le commandement à Vision.
Moins impliquée avec les Vengeurs par rapport au passé, Janet s'est concentrée sur son rôle de femme d'affaires pour Van Dyne Industries, même si elle continuait à vivre encore ses propres aventures.
Elle est ensuite apparue chez les West Coast Avengers. Cela signifiait travailler à nouveau aux côtés de Pym, qui s'était associé au groupe. Bien que leur chef, Hawkeye, se méfiât initialement des intentions de Janet, elle fut accueillie au sein du groupe après un voyage au Grand Canyon. Ses relations avec son ex-mari s'intensifièrent lorsqu'il fut pris pour cible. Janet assista étroitement Pym, qui parvint à restaurer ses antennes prothétiques, lui permettant ainsi de contrôler les insectes. Après un incident avec Ultron, alors que les West Coast Avengers ont réformé leur liste de membre, Pym et Janet ont décidé de démissionner de leur statut actif, chacun suivant son propre chemin.

### Secret Invasion
Lors de l'invasion Skrull, la Guêpe a vu ses pouvoirs altérés par la Skrull qui avait pris la place de Hank Pym, pour servir d'attaque finale sous la forme d'une bombe vivante. Sa disparition apparente est suivie par la fin de la guerre. Elle est ensuite retrouvée perdue dans le Microvers par les Vengeurs originaux et reprend sa carrière super-héroïque.
Elle fait partie ensuite de la nouvelle équipe des Mighty Avengers menée par Iron Man. Puis elle est membre des Uncanny Avengers, une équipe composée de membres classiques des X-Men et des Vengeurs.
Plus récemment, la Guêpe a effectué de multiples activités au sein de la communauté des super-héros. Elle est membre de la Division Unity, une initiative visant à intégrer des super-héros mutants et humains, et devient un agent secret du Wakanda, travaillant à nouveau en étroite collaboration avec les Vengeurs.

### Mentor
Après avoir été témoin de la mort supposée de Hank Pym, elle agit comme un mentor inspirant et maternel pour sa belle-fille, la nouvelle Guêpe, Nadia Van Dyne.

## Pouvoirs et capacités
Janet Van Dyne a reçu un traitement à base de « particules Pym », ce qui lui donne la faculté de diminuer sa taille à volonté, jusqu'à une taille minimum de 2 cm.
En complément de ses pouvoirs, c'est une femme athlétique et d’une intelligence au-dessus de la normale, une chef d’équipe douée, expérimentée et charismatique, une stratège très compétente et une experte dans les relations publiques.
Également une styliste douée, elle a conçu des uniformes pour elle-même et pour d’autres héros (elle a utilisé plus de 200 costumes différents au cours de sa carrière, qu’elle a elle-même créés). Tous ses costumes et la plupart de ses habits civils (et de ses bijoux) sont traités par des « molécules instables » (comme celles créées par Mr Fantastique) afin qu’ils changent de taille en même temps qu’elle, lorsqu'elle a besoin de réduire ou agrandir sa taille.
Elle s’est entraînée de manière intensive aux techniques de combats à mains nues avec divers membres des Vengeurs, et notamment sous la direction de Captain America. Elle a aussi été entraînée dans un style de combat spécialisé, utilisant ses changements de taille avec les particules Pym à son avantage ; elle peut par exemple grandir brusquement pour frapper un ennemi plus grand qu’elle, ou situé au-dessus d’elle, en exploitant l’énergie cinétique de son changement de taille, ainsi que l’élément de surprise. Par ailleurs, elle s’est depuis longtemps habituée à la sensation (potentiellement déstabilisante) d’être toute petite dans un environnement largement plus grand qu'elle.
- Sous sa forme de Guêpe, Janet Van Dyne conserve sa force et sa résistance normale d'une femme ordinaire, et possède des ailes dans le dos (résultat d'une manipulation de son ADN par le docteur Hank Pym) qui lui permettent de voler dans les airs à une vitesse maximum de 60 km/h.
- Elle peut communiquer télépathiquement avec les insectes.
- Elle peut aussi stocker son énergie bio-électrique et la relâcher sous la forme de rafales, qu'elle appelle ses « dards de guêpe ».

## Version alternative

### Marvel Zombies
Dans l'univers parallèle de Marvel Zombies, Janet Van Dyne sera, comme les autres héros, touchée par un virus qui la transforme en zombie assoiffé de chair humaine.
Mais, la faim des zombies à tôt fait de décimer la population terrienne et les proies se font rares. Aussi, lorsqu'elle découvrira que Hank Pym (lui aussi un zombie) cachait une Panthère noire mutilée, mais non-infectée (donc consommable), elle se disputera avec son mari, ce dernier la décapitant pour éviter qu'elle ne révèle tout aux autres. T'Challa réussira finalement à s'échapper du laboratoire de Hank en emmenant la tête de la Guêpe, toujours consciente. Ils seront trouvés et sauvés par les Acolytes de Magnéto, ayant quittés la sécurité de leur base spatiale pour retrouver leur maître.
Janet finira par contrôler sa faim et obtiendra un corps robotisé afin de pouvoir se déplacer. Elle aidera la Panthère noire à diriger le groupe pendant près d'une quarantaine d'années et débutera même une relation amoureuse avec Reynolds, un des Acolytes. Lorsque T'Challa sera assassiné par un traître, elle le sauvera en le mordant, le transformant ainsi en zombie. Le vieux roi parviendra à contrôler sa faim lui aussi... juste à temps pour faire face au retour des zombies sur Terre, après quarante ans dans l'espace à dévorer toutes les vies.

## Apparitions dans d'autres médias
Sauf indication contraire, les informations mentionnées dans cette section peuvent être confirmées par la base de données cinématographiques IMDb,  présente dans la section « Liens externes ».

### Cinéma
Films d'animation
- 2006 : Ultimate Avengers - doublée par Grey DeLisle
- 2006 : Ultimate Avengers 2 - doublée par Grey DeLisle
- 2008 : Next Avengers: Heroes of Tomorrow (flashbacks uniquement)

Interprétée par Hayley Lovitt et Michelle Pfeiffer dans l'univers cinématographique Marvel
- 2015 : Ant-Man réalisé par Peyton Reed

Sous forme de flashbacks, Hank Pym raconte l'époque où il portait le costume d'Ant-Man accompagnée de sa femme Janet. En effet, pendant la Guerre Froide, Janet était une agent du SHIELD connue sous le nom de la Guêpe. Cependant, lors d'une mission pour désactiver un missile soviétique, elle se sacrifie en rapetissant tellement qu'elle tombe alors dans le microvers, d'où il ne lui est plus possible de repartir. Elle est alors déclarée morte. Sa fille Hope Van Dyne, n'ayant jamais su les véritables circonstances de sa mort, s'éloignera alors de son père et préférera adopter le nom de famille de sa mère. Elle finira cependant par porter le costume de la Guêpe
- 2018 : Ant-Man et la Guêpe de Peyton Reed

Pym a secrètement construit un tunnel quantique pour retourner dans la Dimension subatomique, où s'est fait piéger sa compagne Janet depuis 1987. De son côté, Janet se sert de Scott pour indiquer sa position dans la Dimension subatomique. Après de multiples rebondissements, Hank utilise un vaisseau pour la retrouver puis ressort de la Dimension subatomique avec Janet qui est bel et bien vivante ; Scott reprend son histoire d'amour avec Hope, tandis que Hank et Janet se réinstallent ensemble. Plus tard, la famille Pym a rétréci le tunnel quantique pour être transporté dans un van. Scott retourne brièvement dans le Royaume quantique pour récolter des particules subatomiques. Tandis que Hank, Janet et Hope se tiennent prêts à le faire ressortir, c'est à ce moment qu'intervient le claquement de doigts de Thanos, qui fait disparaître la famille Pym et laisse Scott bloqué dans la Dimension subatomique.
- 2019 : Avengers: Endgame d'Anthony et Joe Russo

Cinq ans plus tard, en 2023, sur une Terre dévastée par la disparition de la moitié de ses habitants, dans un parking abandonné où est garé le van renfermant le tunnel quantique, un rat marche sur l'écran de contrôle de l'appareil, ce qui l'active, et Scott s'extrait inopinément de la Dimension subatomique dans laquelle il était resté coincé à la suite de la disparition de Hank Pym, de sa femme Janet van Dyne et de sa fille Hope, alias la Guêpe, au moment de l'Effacement. Seulement cinq heures se sont écoulées dans le Royaume quantique, et en déduit une théorie sur la possibilité de voyager dans le temps et donc de récupérer les pierres, ce qui permettrait d'annuler l'Effacement. Ayant récupéré les pierres grâce au voyage dans le temps, Hulk effectue à son tour le claquement de doigts et permet le retour de la moitié de l'humanité dont la famille Pym. Les Avengers gagnent alors la bataille contre le Titan Fou, mais le rayonnement gamma des pierres coûte la vie de Stark.
- 2023 : Ant-Man and the Wasp: Quantumania de Peyton Reed

Après les évènements liés à l'affrontement avec Thanos, Scott Lang et Hope Pym sont devenus célèbres dans le monde pour leurs actes de bravoure. Alors que Hope a repris l'entreprise familiale, Scott profite de sa nouvelle notoriété en tant qu'Avenger au point de négliger sa fille Cassie. À la suite d'un incident avec un appareil quantique, Ant-Man, la Guêpe, Hank Pym, Janet van Dyne et Cassie sont happés dans le Royaume quantique et vont ainsi découvrir l'étendue de cette mystérieuse dimension. Ils vont aussi devoir faire face à l'un des plus dangereux individus du multivers, Kang le Conquérant, qui a des comptes à rendre avec Janet.

### Télévision
- 1999-2000 : Avengers (série d'animation) — interprétée par Linda Ballantyne.
- 2009 : The Super Hero Squad Show (série d'animation) — interprétée par Jennifer Morrison.
- 2010-2012 : Avengers : L'Équipe des super-héros (série d'animation) — interprétée par Colleen O'Shaughnessey.
- 2014 : Marvel Disk Wars: The Avengers (série d'animation) — interprétée en japonais par Kaori Mizuhashi.
- 2017 : Marvel Future Avengers (en) (série d'animation) — interprétée en japonais par Kaori Mizuhashi.
- 2021 : Spidey et ses amis extraordinaires (série d'animation)